# Zukapszaicin
A zukapszaicin (Civanex) a térd és más neuropátiás fájdalmak osteoarthritisének kezelésére szolgáló gyógyszer. A kapszaicin cisz-izomerje, a természetben előforduló transz-izomerrel összehasonlítva alacsonyabb csípősségű. A Winston Pharmaceuticals által gyártott Civamide-ot orális, nazális és helyi használatra szánt készítményekben (tapasz és krém) használják. 

## Szintézis
A zukapszaicin, a természetben előforduló kapszaicin cisz-izomerjét Peter M. Gannett és munkatársai szintetizálták először 1988-ban. 1989-ben Orito Kazuhiko és munkatársai szintén kiadtak egy tanulmányt a (Z)-N-[(4-hidroxi-3-metoxiphenil)metil]-8-metilnon-6-énamid szintéziséről, amelynek kulcslépése a vanillilamin kapcsolási folyamat kidolgozása volt (Z)-8-metil-6-enoil-kloriddal. 

## Indikáció
Osteoarthritis kezelésében alkalmazzák nem-szteroid gyulladásgátlókkal kombinálva. Csökkenti a fájdalmat és javítja az ízületi működést. Naponta háromszor, legfeljebb három hónapig alkalmazható. A Civamide-ot tartalmazó tapasz az osteoarthritis és a krónikus neuropátiás fájdalom kezelésére fejlesztették ki. A zukapszaicint számos, a folyamatos idegfájdalomhoz kapcsolódó állapot kezelésében is vizsgálták (herpes simplex fertőzések; cluster fejfájás és migrén, térd osteoarthritis).
A Winston Pharmaceuticals által gyártott Civamide orális adagolási formáját több javallattal, többek között a neuropátiás fájdalom kezelésére is alkalmazzák. A Kaliforniai Egyetem kutatásai bizonyították, hogy egyszeri dózis legalább egyhetes fájdalomcsillapító hatást biztosít.  A Civamide nazális oldat formájában is alkalmazható. Orrspray formájában a trigeminális neurális plexus neuropeptidjeinek szupressziójával működik, amelyekről úgy gondolják, hogy részt vesznek a migrén és a cluster fejfájás patogenezisében. A Fázis II. és III. vizsgálatok kimutatták, hogy a Civamide nazális oldat már egy hetes kezelés után is jelentősen csökkentheti a cluster fejfájás gyakoriságát. Az Egyesült Államokban és Európában a fázis III. vizsgálatok befejeződtek.
Az intraartikuláris adagolásra alkalmas Civamide alkalmazható akár osteoarthritisben akár reumatikus arthritisben. 

## Hatásmechanizmus
A zukapszaicin hatásmechanizmusa még nem teljesen ismert. Feltételezik, hogy a transz-izomeréhez hasonlóan a vanilloid-receptor (VR1) igen szelektív agonistája és neuronális kalciumcsatorna antagonistája. A TRPV1 deszenzitizációja a gátlóhatás fő mechanizmusa.

## Metabolizmus
Patkányokon orális adagolás után az első-átmeneti metabolizmust figyelték meg. Intravénás adagolás után a [14C]-zukapszaicin és metabolitjainak felezése ideje 7-11 óra. A zukapszaicin és metabolitjainak többsége 72 órán belül kiürültek a szervezetből.
In vitro vizsgálatokkal megerősítették, hogy a citokróm P450 enzim részt vesz a metabolizmusban. A zukapszaicin és metabolitjai főként a vizelettel és a széklettel távoznak. 

## Farmakokinetika
In vivo vizsgálatokban zukapszaicint tartalmazó lágy kapszulákat alkalmaztak. Egészséges embereknél orális adagolás után a zukapszaicin nem szívódott fel jól, ezen kívül az orális adagolást követően gyomorégést és diszkomfort érzést tapasztaltak. Ha a zukapszaicin kapszula bélben oldódó bevonattal van ellátva, a zucapsaicin szívódik fel, azonban a hasi diszkomfort érzés nem jelentkezik. Ilyen készítmény formájában alkalmas lehet kis- és vastagbél fájdalom és gyulladás kezelésére (Crohn-betegség, fekélyes vastagbélgyulladás és Irritábilisbél-szindróma). 

## Toxicitás
Az orális LD50 egerekben >87,5 mg/kg hím és <60 mg/kg a nősténynél. Az orális LD50 patkányokban >90 mg/kg hímeknél és >60 mg/kg a nőstényeknél. 

## Fordítás
- Ez a szócikk részben vagy egészben  a   Zucapsaicin című angol Wikipédia-szócikk ezen változatának fordításán alapul.  Az eredeti cikk szerkesztőit annak laptörténete sorolja fel. Ez a jelzés csupán a megfogalmazás eredetét és a szerzői jogokat jelzi, nem szolgál a cikkben szereplő információk forrásmegjelöléseként.